# Arnold Wendel
Arnold Wendel (* 2. Juli 1817 in Butzbach; † 11. Dezember 1868 ebenda) war ein hessischer Bäcker, Mühlenbesitzer und ein Politiker.

## Leben
Arnold Wendel besuchte die Schule in Butzbach. Er war ein Schüler von Friedrich Ludwig Weidig, einem der Protagonisten des Vormärz und Wegbereiter der Revolution von 1848. Er absolvierte eine Bäckerlehre im väterlichen Geschäft. Wendel las 1834/35 Bauern in den Nachbardörfern Butzbachs, die nicht lesen konnten, aus Georg Büchners und Weidigs revolutionärer Flugschrift „Der Hessische Landbote“ vor. 1837/1838 wurde wegen der Verbreitung des Hessischen Landbotens eine Kriminaluntersuchung gegen ihn eingeleitet. Nach seiner Lehre war er zwei Jahre in London als Bäcker tätig. Von 1843 bis 1845 unternahm er eine Weltumsegelung und besuchte dabei die ausgewanderten und verbannten Weidig-Schüler in Nordamerika und Australien. 1846 unternahm er eine größere Orientreise. Seine Reiseeindrücke hielt er in ausführlichen Beschreibungen fest, die teilweise im Frankfurter Journal veröffentlicht wurden. 1848 nahm er an den revolutionären Ereignissen teil. Er sollte zweiter Vorsitzender des Oberhessischen Demokraten-Kongresses werden, auf dem er Butzbach vertrat, lehnte den Vorsitz allerdings ab. Ab 1849 war er Besitzer der Scheidemühle bei Großen-Buseck.
Von 1867 bis zu seinem Tod war er Abgeordneter im Reichstag des Norddeutschen Bundes für den Wahlkreis Hessen 2 (Friedberg, Büdingen, Vilbel). In dieser Eigenschaft war er zugleich Mitglied des Zollparlaments. Er blieb im Reichstag fraktionslos und wurde als wildliberal bezeichnet. Bei seiner Wahl hatte er keine Gegenkandidaten. Die Wahlbeteiligung lag unter 10 %.